# Dicranotopis montana
Dicranotopis montana är en insektsart som först beskrevs av Géza Horváth 1897.  Dicranotopis montana ingår i släktet Dicranotopis och familjen sporrstritar. Inga underarter finns listade i Catalogue of Life.